# Eicomorpha koeppeni
Eicomorpha koeppeni är en fjärilsart som beskrevs av Alphéraky 1896. Eicomorpha koeppeni ingår i släktet Eicomorpha och familjen nattflyn. Inga underarter finns listade i Catalogue of Life.